# Bumpass Hell Trail
Pour les articles homonymes, voir Bumpass.
Le Bumpass Hell Trail est un sentier de randonnée américain dans le comté de Shasta, en Californie. Situé pour une petite partie dans la Lassen Volcanic Wilderness, et en entier au sein du parc national volcanique de Lassen, et il est classé National Recreation Trail depuis 1981.